# The Weatherman LP
The Weatherman LP – pierwszy solowy album muzyczny amerykańskiego rapera Evidence'a, wydany 20 marca 2007 przez wytwórnię ABB Records.

## Twórcy
- Michael "Evidence" Perretta – śpiew

## Lista utworów
1. "I Know"
2. "Weather Report 1"
3. "Mr Slow Flow"
4. "Letyourselfgo" (feat. The Alchemist, Phonte)
5. "Down in New York City"
6. "Moment in Time" (feat. Planet Asia)
7. "Look for the Evidence" (interludium)
8. "All Said & Done"
9. "Weather Report 2"
10. "Perfect Storm" (feat. Rakaa Iriscience, Madchild)
11. "Chase the Clouds Away"
12. "NC to CA" (feat. Defari, Joe Scudda, Rapper Big Pooh)
13. "Evidence Is Everywhere"
14. "Things You Do"
15. "Biggest Belgium Fan" (interludium)
16. "Hot & Cold" (feat. The Alchemist)
17. "Line of Scrimmage" (feat. Slug)
18. "Believe in Me" (feat. Res)
19. "Born in LA" (feat. Chace Infinite, Sick Jacken)
20. "Weather Report 3"
21. "I Still Love You"

## Single
1. "Mr. Slow Flow" – 16 stycznia 2007
2. "Hot & Cold" (feat. The Alchemist) – 16 stycznia 2007

## Wideografia
- "Mr Slow Flow" - Jason Goldwatch, 2007
- "Chase the Clouds Away" – Nicholaus Goossen, 2008